# Crème de cassis
Crème de cassis (detto anche Crema di cassis o Cassis de Dijon o Crème de cassis de Dijon) è la denominazione ufficiale di un liquore rosso, dolce, ricavato dal ribes nero. È una specialità della Borgogna, tuttavia questo liquore si produce anche in altre città della Francia, così come nel Lussemburgo e nel Québec.
La versione moderna della bevanda apparve per la prima volta in Borgogna nel 1841, soppiantando il "ratafià de cassis".

## Produzione
Il ribes viene raccolto e messo in infusione in alcol e sciroppo di zucchero, ma vi sono diverse ricette, sia nella produzione industriale che in quella casalinga.
La produzione annuale è di circa 16 milioni di litri, il prodotto viene consumato soprattutto in Francia. La sua esportazione diede adito alla famosa sentenza Cassis de Dijon, importante per il diritto commerciale europeo.

## Utilizzo
La Crème de Cassis è l'ingrediente principale del kir, un cocktail che si beve come aperitivo.
Trova spazio anche nel cocktail Russian Spring Punch, cocktail ufficiale dell'IBA dal 2011 con la seguente ricetta: 2,5 cl di vodka, 2,5 cl di succo di limone fresco, 1,5 cl di Crème de Cassis, 1 cl di sciroppo di zucchero, prosecco.
Entra anche nella preparazione di un dolce brasiliano, la creme de papaya.